# تفجير محطة قطار بنيامينا
تفجير محطة قطار بنيامينا هو تفجير حدث بالقرب من محطة قطار بنيامينا في إسرائيل، نفذها نضال أبو شادوف في 16 يوليو 2001، مما أدى لمقتل 2 من الجنود الإسرائيليين، وإصابة 11 أخرين، وأعلنت حركة الجهاد الإسلامي في فلسطين مسؤوليتها عن الهجوم.

## وصلات خارجية
- اثنين من الجنود قتلوا وستة أشخاص أصيبوا بجروح في تفجير بالقرب من بنيامينا - هآرتس صحيفة يومية | إسرائيل الأخبار
- اثنين من الجنود قتلوا في بنيامينا - الأخبار - إسرائيل الأخبار الوطنية